# ألفن- كام
ألفن- كام بلدية بمقاطعة شمال برابنت بهولندا.

## طوبوغرافيا
خريطة طوبوغرافية هولندية لبلدية ألفن- كام، سبتمبر 2014، (تقرأ بعد ثلاث نقرات على الخريطة).

## توأمة
لألفن- كام اتفاقيات توأمة مع كل من:
- كام
- Pniewy [الإنجليزية]‏